# Mistrzostwa Czarnogóry w Biegach Przełajowych 2011
53. Mistrzostwa Czarnogóry w Biegach Przełajowych – zawody lekkoatletyczne w biegach przełajowych, które odbyły się na Ćemovskim Polju koło Podgoricy 26 lutego 2011.

## Rezultaty
|                          | 1. miejsce         | 2. miejsce          | 3. miejsce       |
| Mężczyźni Bieg na 6000 m | Vujadinović Stojan | Miloš Maslovarić    | Veselin Petrušić |
| Kobiety Bieg na 3000 m   | Slađana Perunović  | Daliborka Davidović | Milović Vesna    |